# Kharabalí
Kharabalí (en rus Харабали) és una ciutat de l'óblast d'Astracan, a Rússia. Es troba a la riba esquerra del riu Àkhtuba, un braç del Volga, a 132 km al nord-oest d'Astracan.

## Història
Els orígens de Kharabalí es remunten a la seva fundació el 1789, quan un grup de pagesos que fugien de llur condició de serfs van reunir-se per fundar un poblat. Aquesta regió aleshores l'habitaven els calmucs i els kazakhs. Per assegurar el domini d'aquells territoris el govern tsarista de Rússia hi envià colons russos per tal de desplaçar els calmucs més enllà del Volga i els kazakhs a les zones desèrtiques.

## Demografia
| 1959  | 1970   | 1979   | 1989   | 1998   | 2002   | 2008   | 2009   | 2010   |
| ----- | ------ | ------ | ------ | ------ | ------ | ------ | ------ | ------ |
| 9.700 | 14.300 | 16.600 | 18.600 | 18.900 | 18.296 | 18.086 | 18.117 | 18.209 |